# Trivignano Udinese
Trivignano Udinese é uma comuna italiana da região do Friuli-Venezia Giulia, província de Udine, com cerca de 1.703 habitantes. Estende-se por uma área de 18 km², tendo uma densidade populacional de 95 hab/km². Faz fronteira com Chiopris-Viscone, Manzano, Palmanova, Pavia di Udine, San Giovanni al Natisone, San Vito al Torre, Santa Maria la Longa.

## Demografia
| Variação demográfica do município entre 1861 e 2011                               |
|                                                                                   |
| Fonte: Istituto Nazionale di Statistica (ISTAT) - Elaboração gráfica da Wikipedia |